# Amegilla glycyrrhizae
Amegilla glycyrrhizae är en biart som först beskrevs av Gussakovsky 1935.  Amegilla glycyrrhizae ingår i släktet Amegilla och familjen långtungebin. Inga underarter finns listade i Catalogue of Life.